# جون ويليام جودوارد

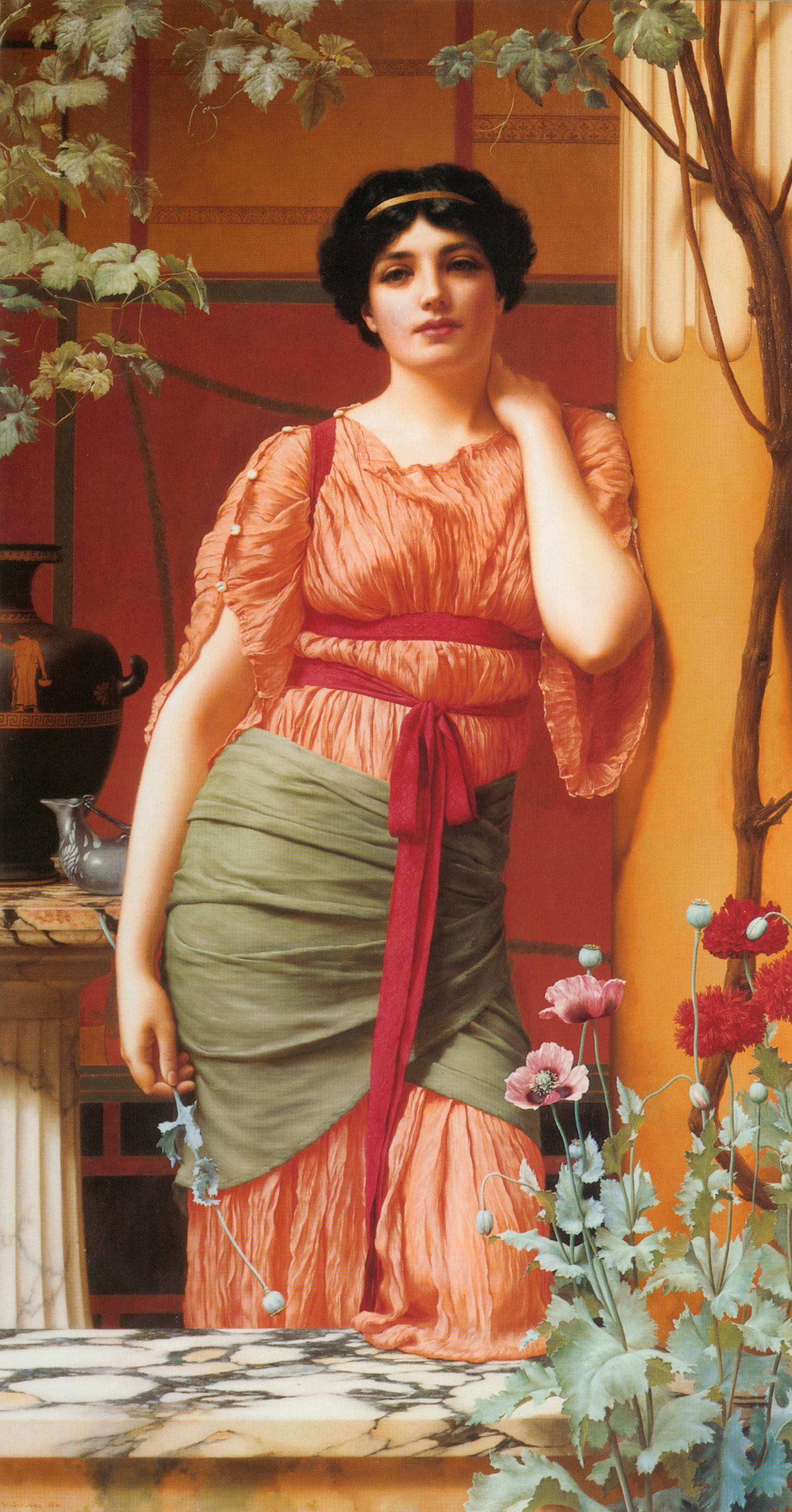
نيريسا (1906) بواسطة جون ويليام جودوارد

جون ويليام جودوارد (بالإنجليزية: John William Godward)‏ (9 أغسطس 1861 – 13 ديسمبر 1922) كان رسامًا إنجليزيًا من نهاية العصر الكلاسيكي الجديد . لقد كان تلميذ السير لورانس ألما تاديما ، لكن أسلوبه في الرسم لم يعد محبوبًا مع ظهور الفن الحديث .

## النشأة
ولد جودوارد في عام 1861 وعاش في ويلتون جروف ، ويمبلدون . ولد لسارة إيبورال وجون جودوارد.  كان الابن الأكبر بين خمسة أطفال. تم تعميده في كنيسة القديسة مريم في باترسي في 17 أكتوبر 1861. جعله سلوك والديه المتعجرفين منعزلاً وخجولاً في وقت لاحق في مرحلة البلوغ.

## لوحاته

أعمال جون ويليام جودوارد
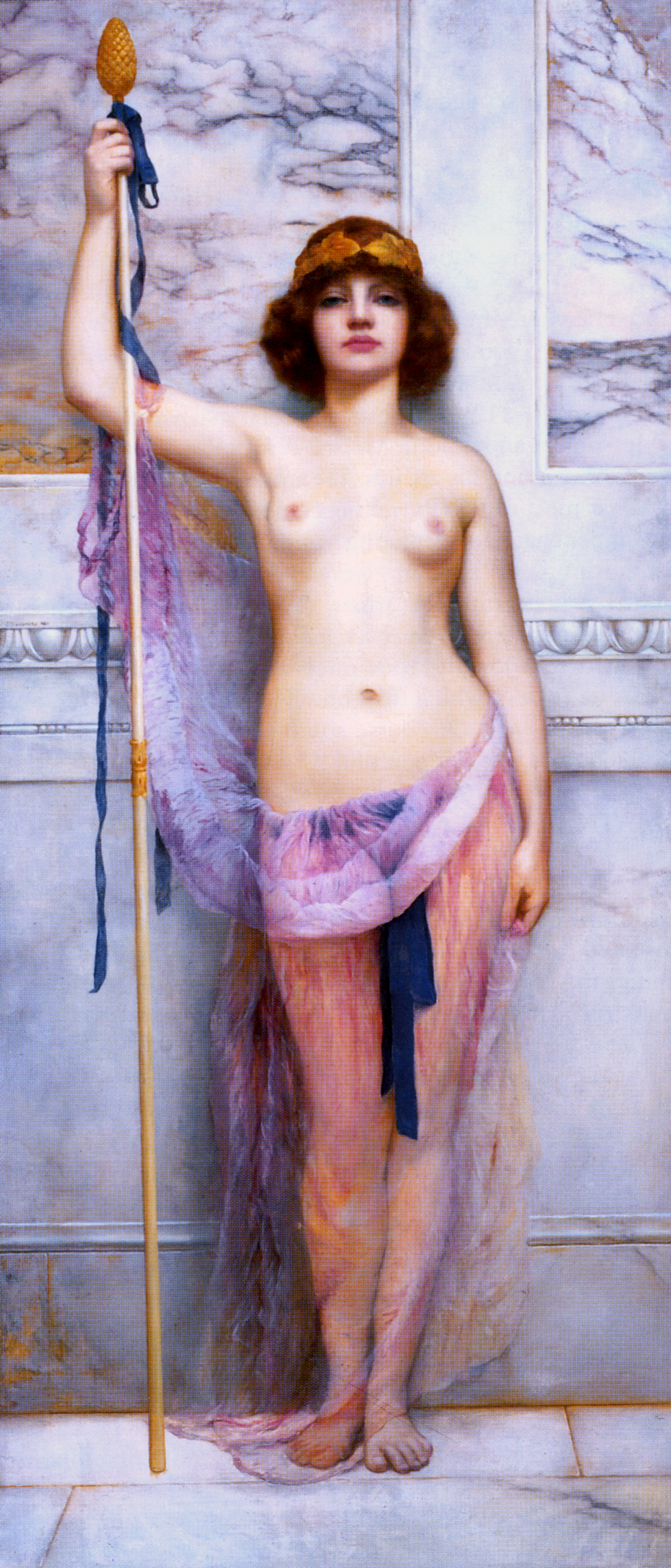
كاهنة 2 1893
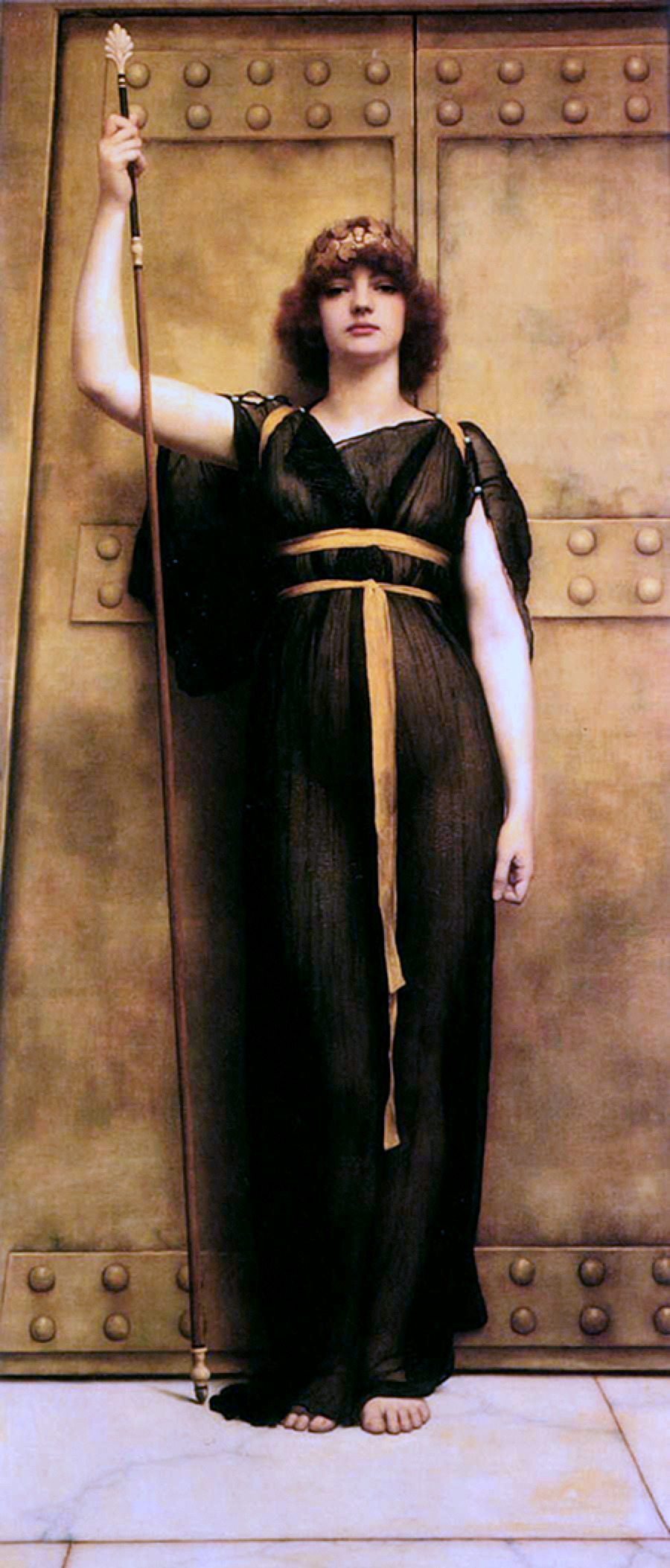
كاهنة ، 1894
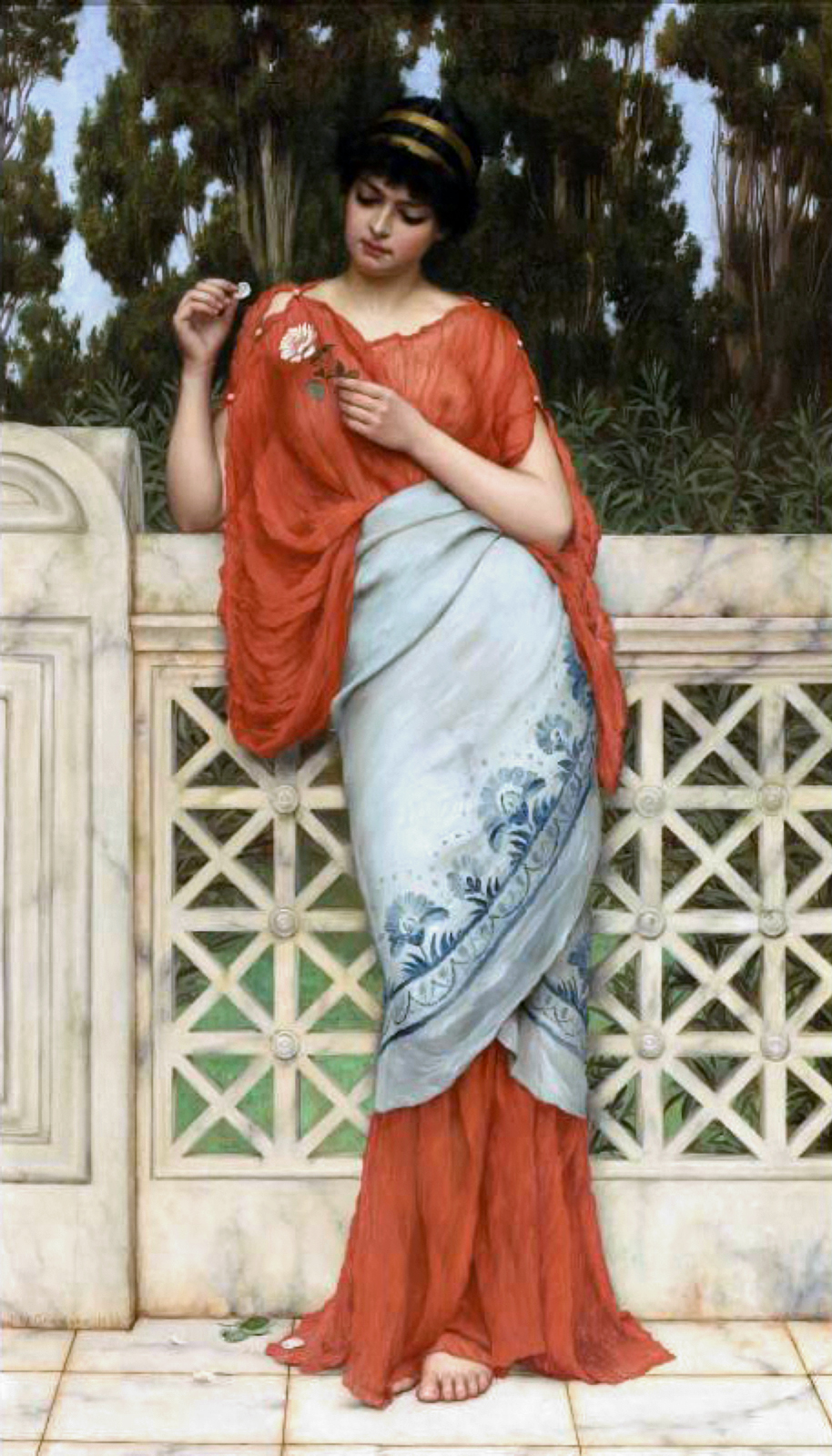
هو يحبني ، هو لا يحبني ، 1896
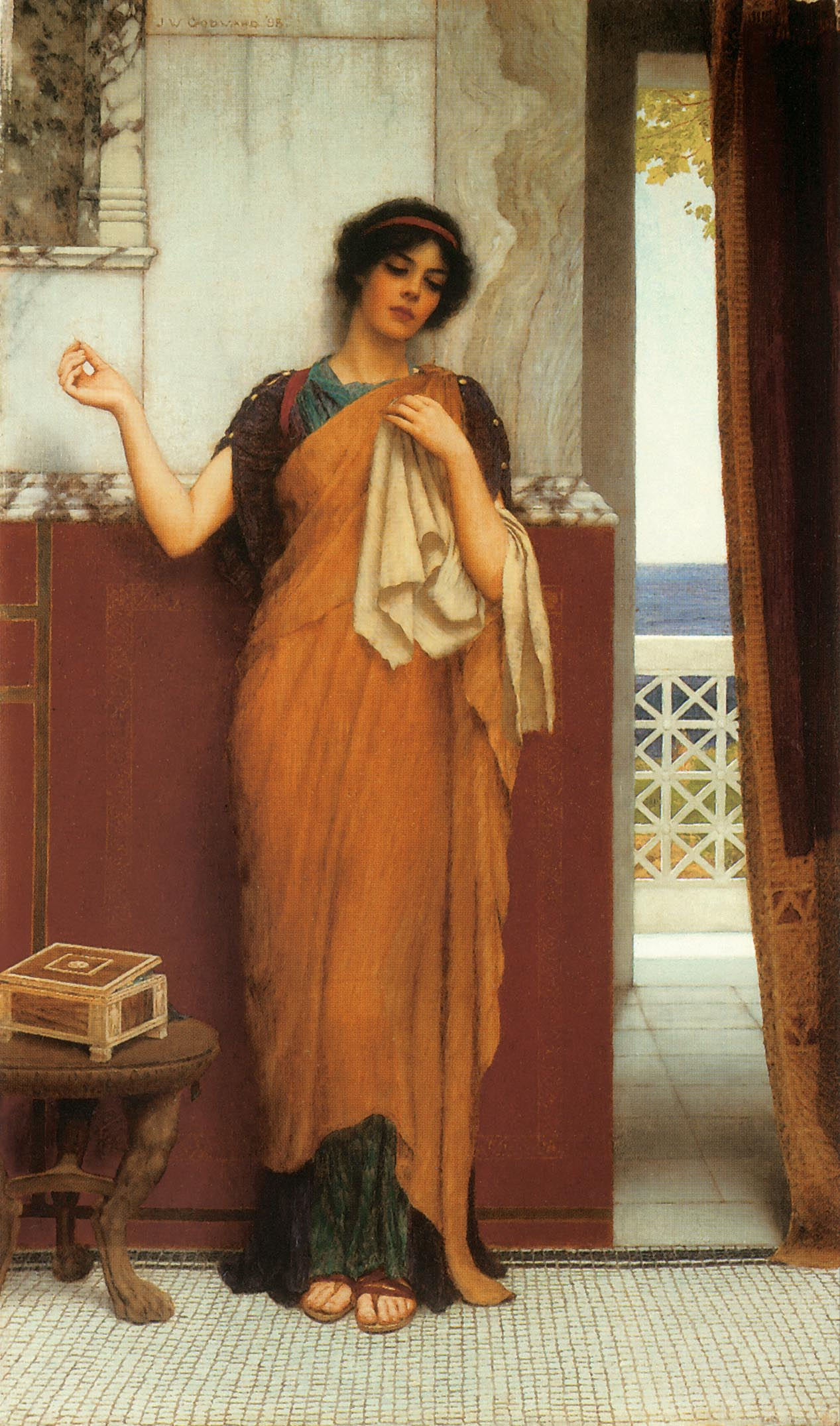
أفكار خاملة ، 1898
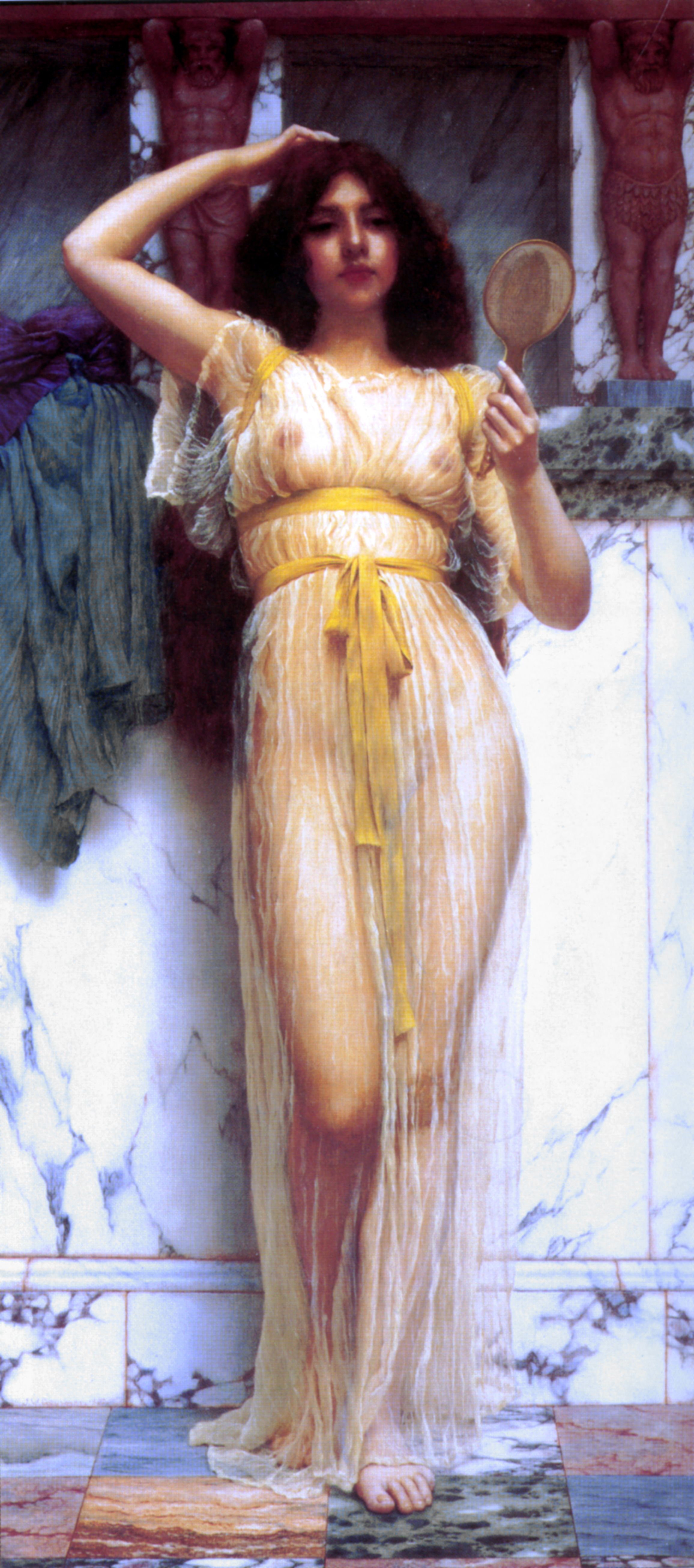
المرآة 1899
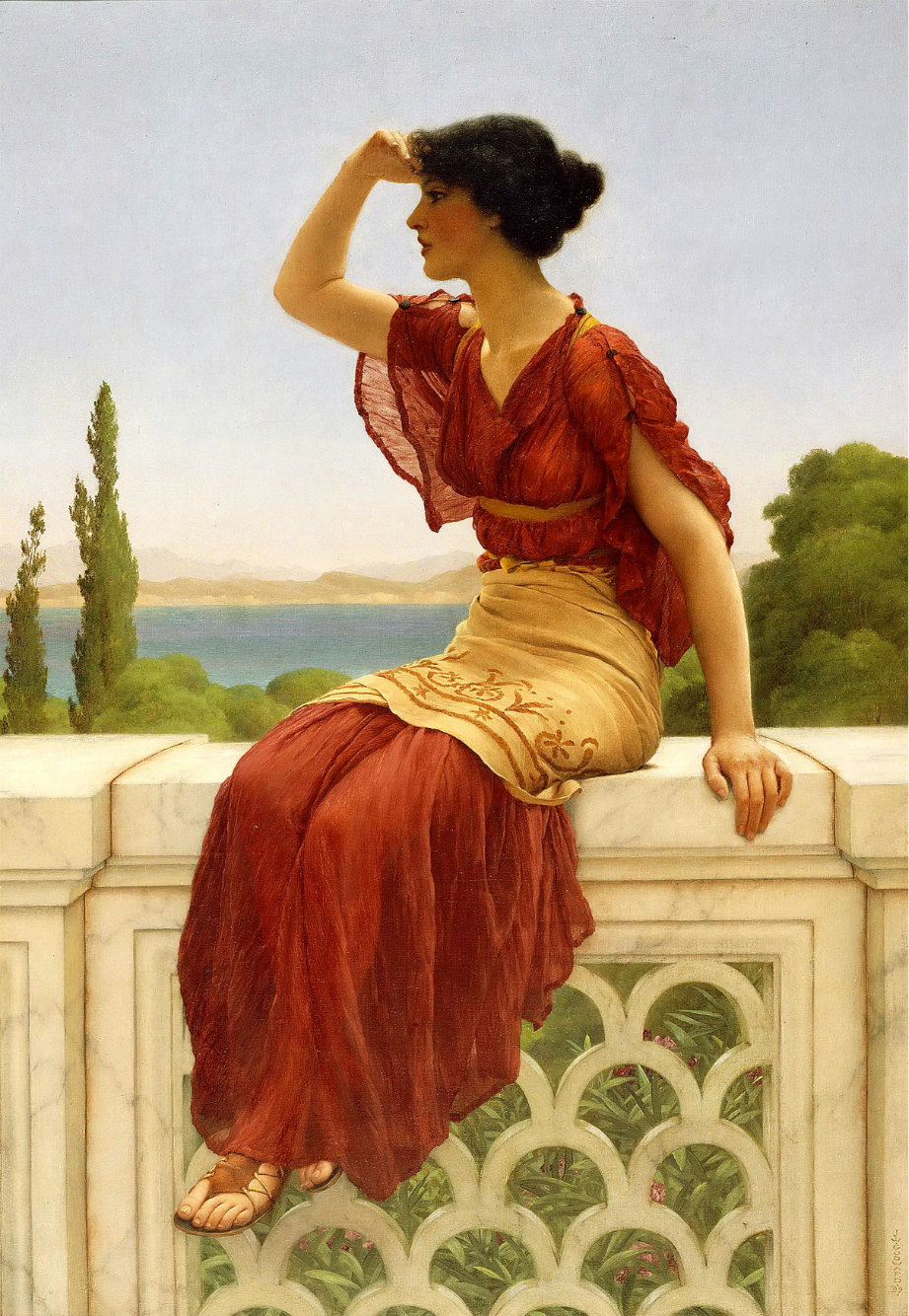
الإشارة ، 1899
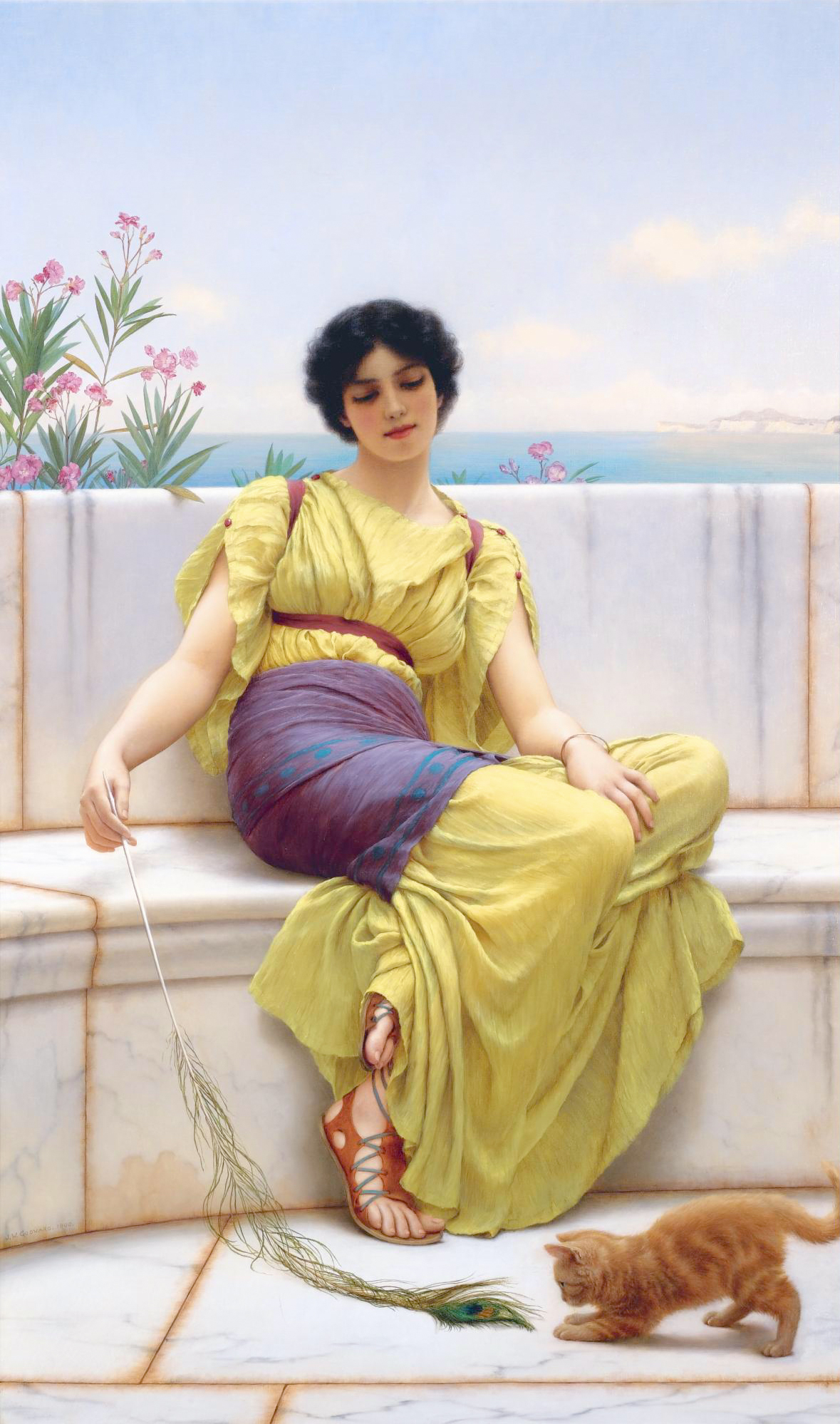
الكسل ، 1900
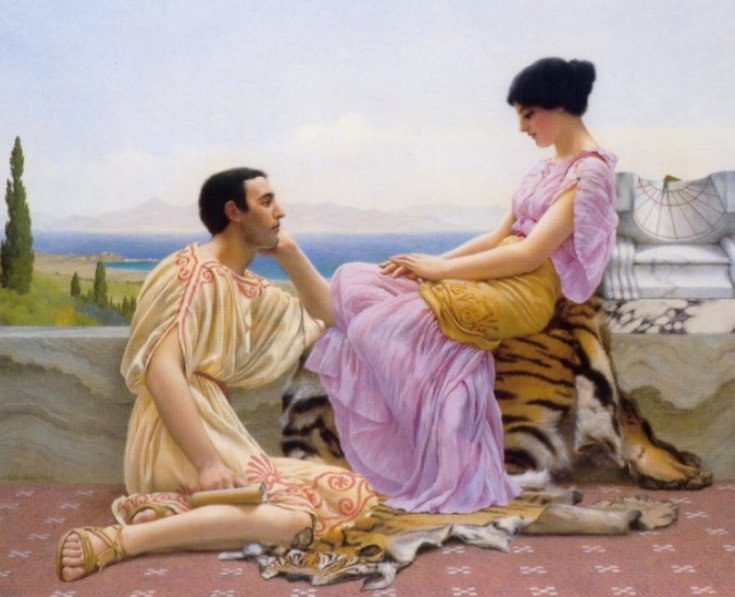
الشباب والوقت ، 1901
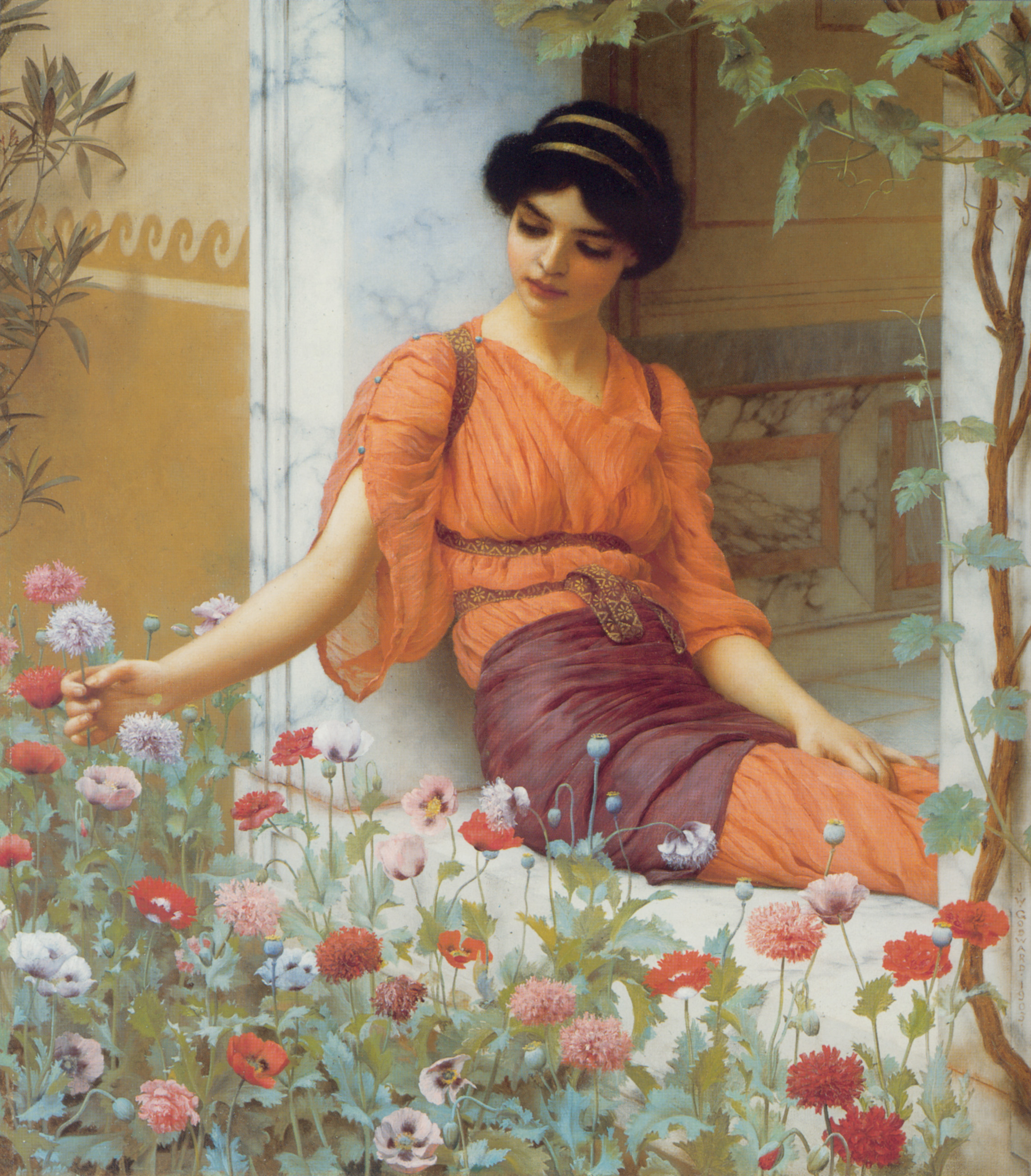
زهور الصيف ، 1903
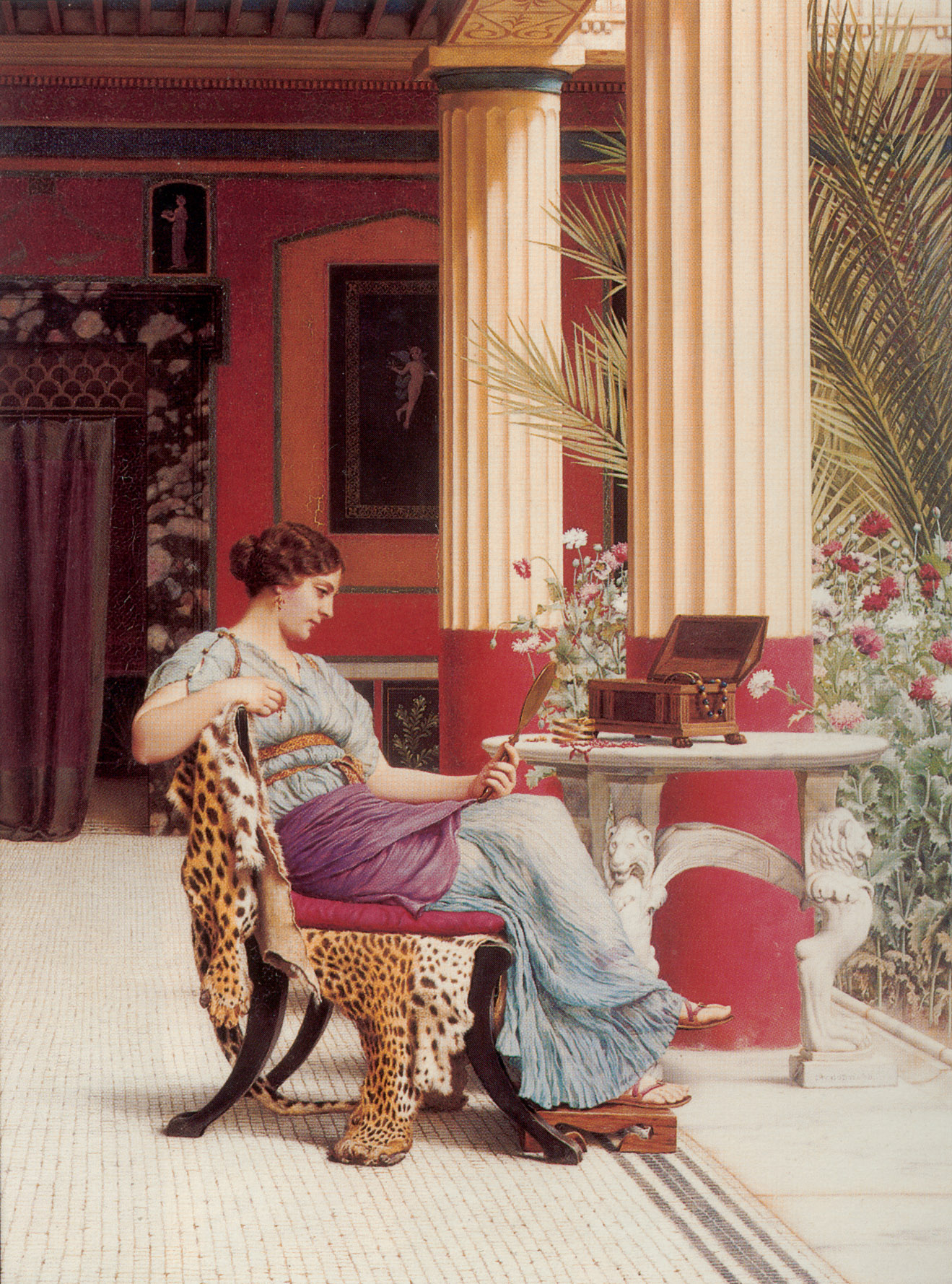
الجوهرة النعش
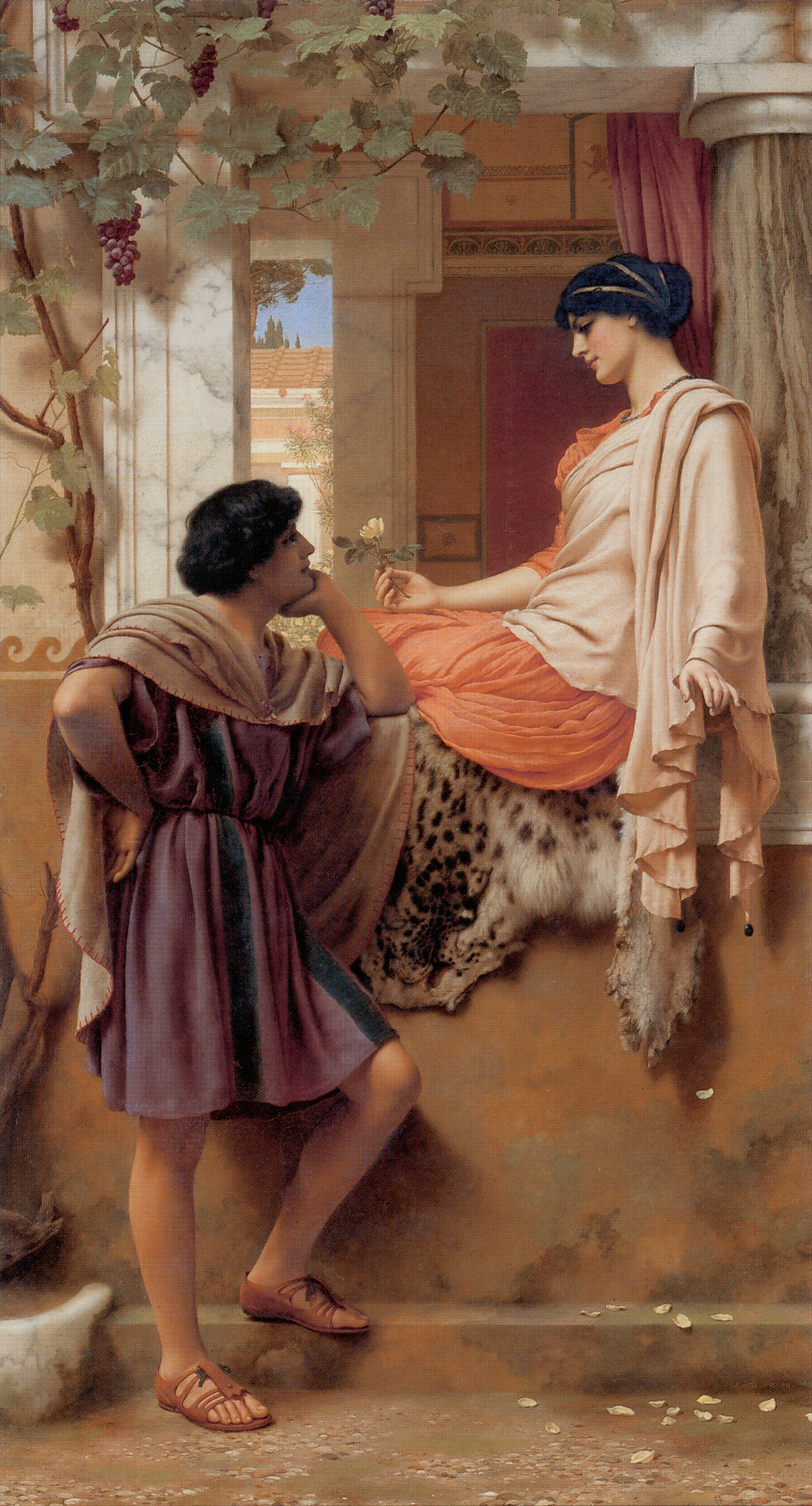
القديم، قصة قديمة ، 1903
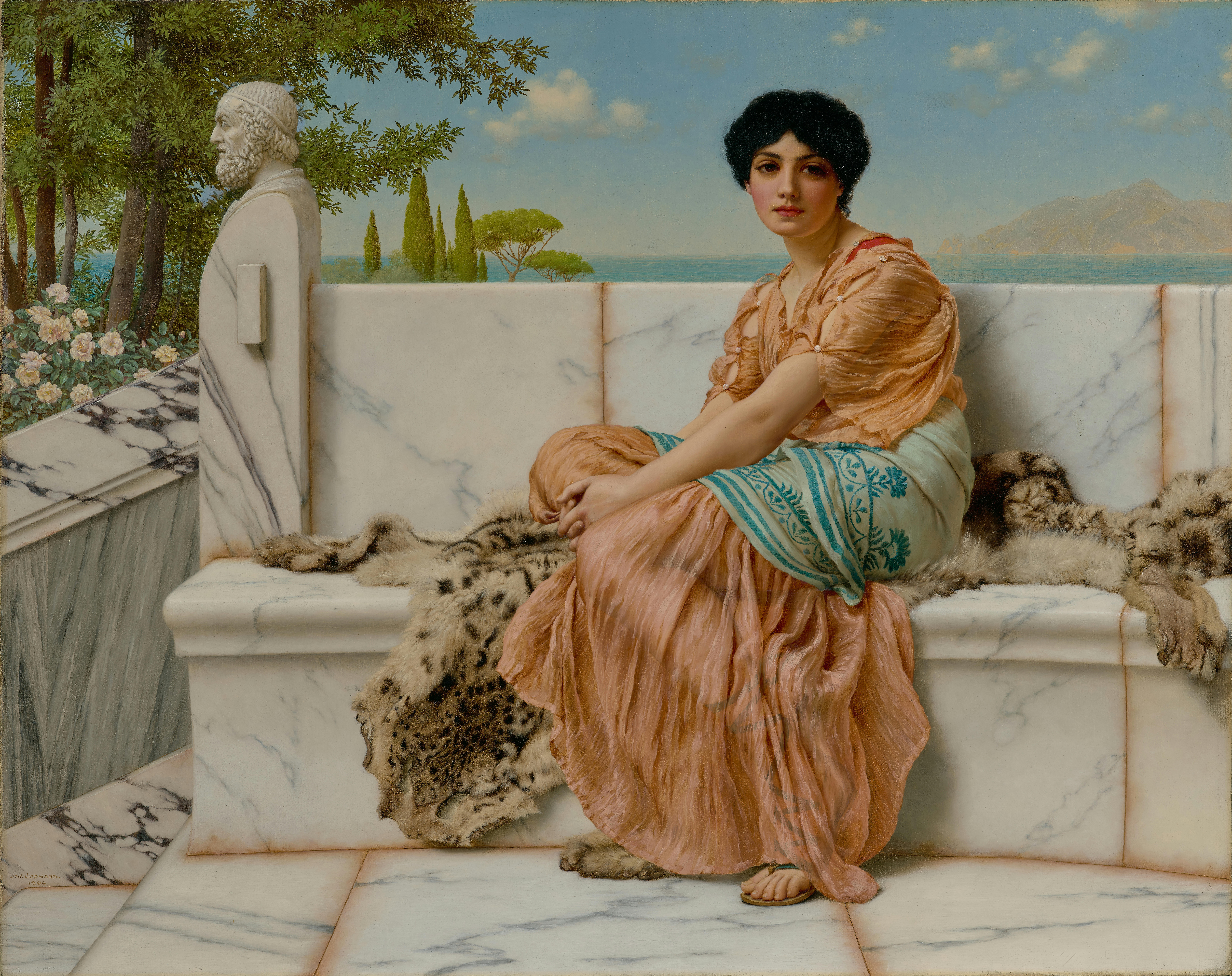
في أيام صافو، 1904
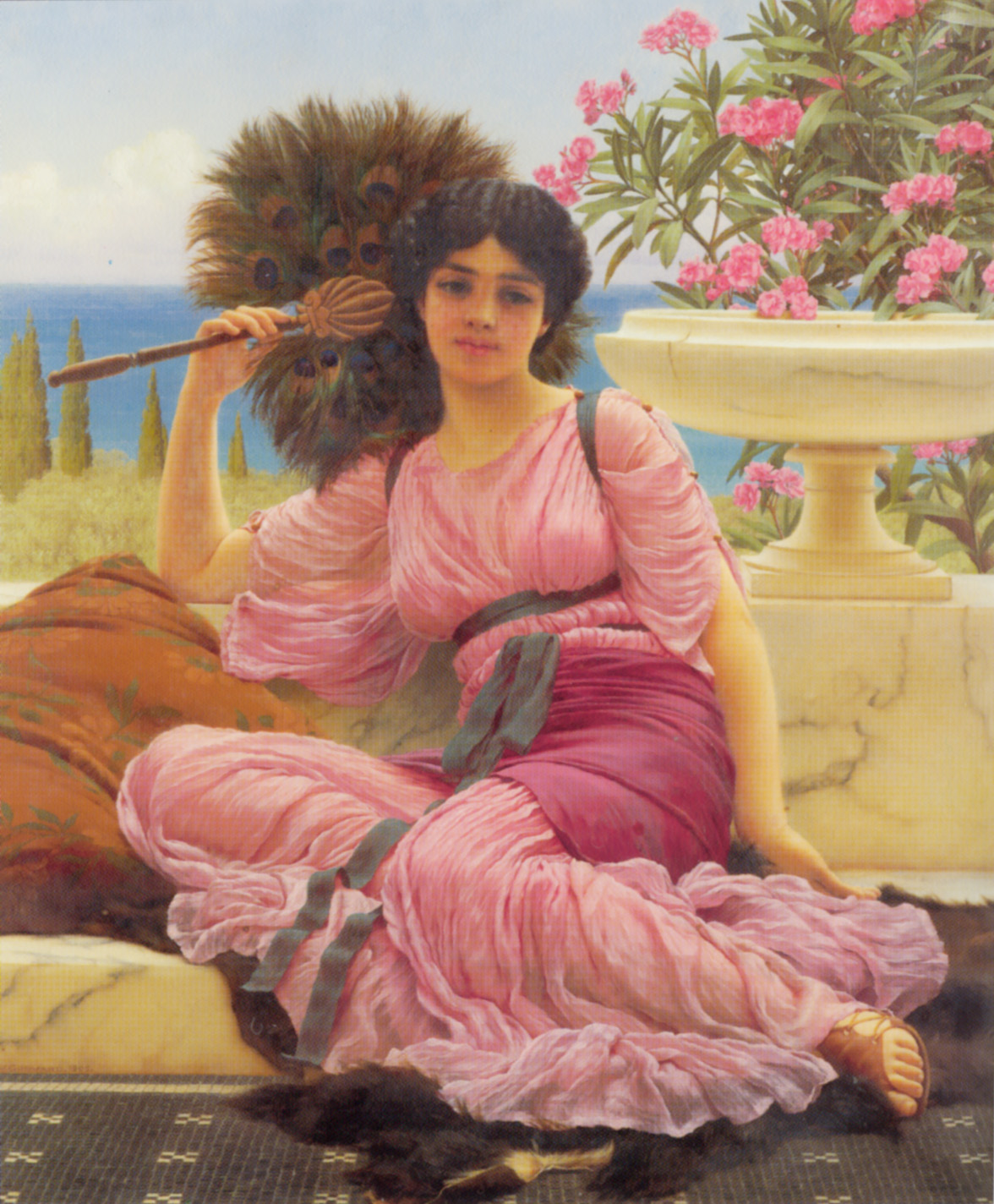
Flabellifera ، 1905
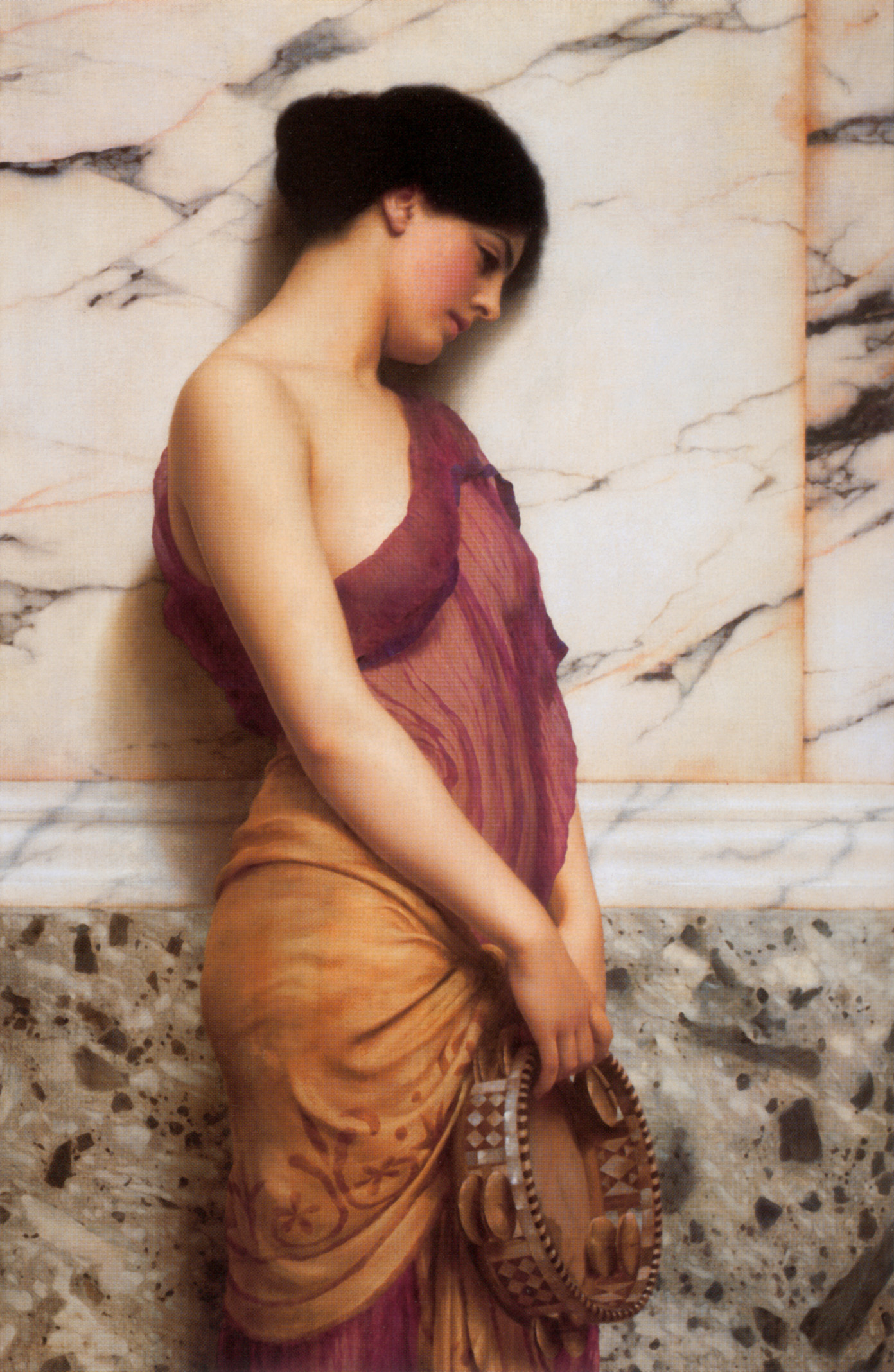
فتاة الدف ، 1906
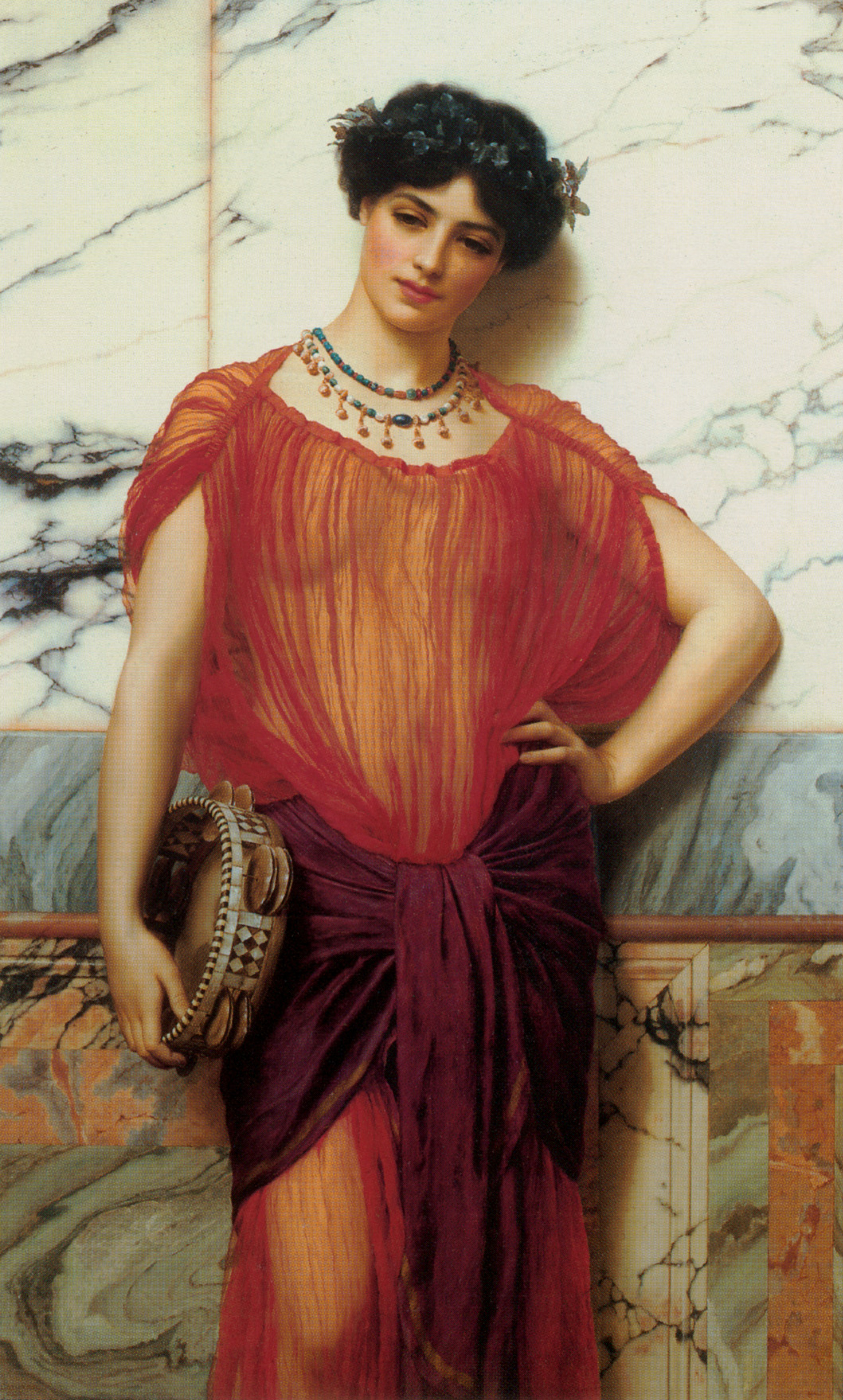
دروسيلا ، 1906
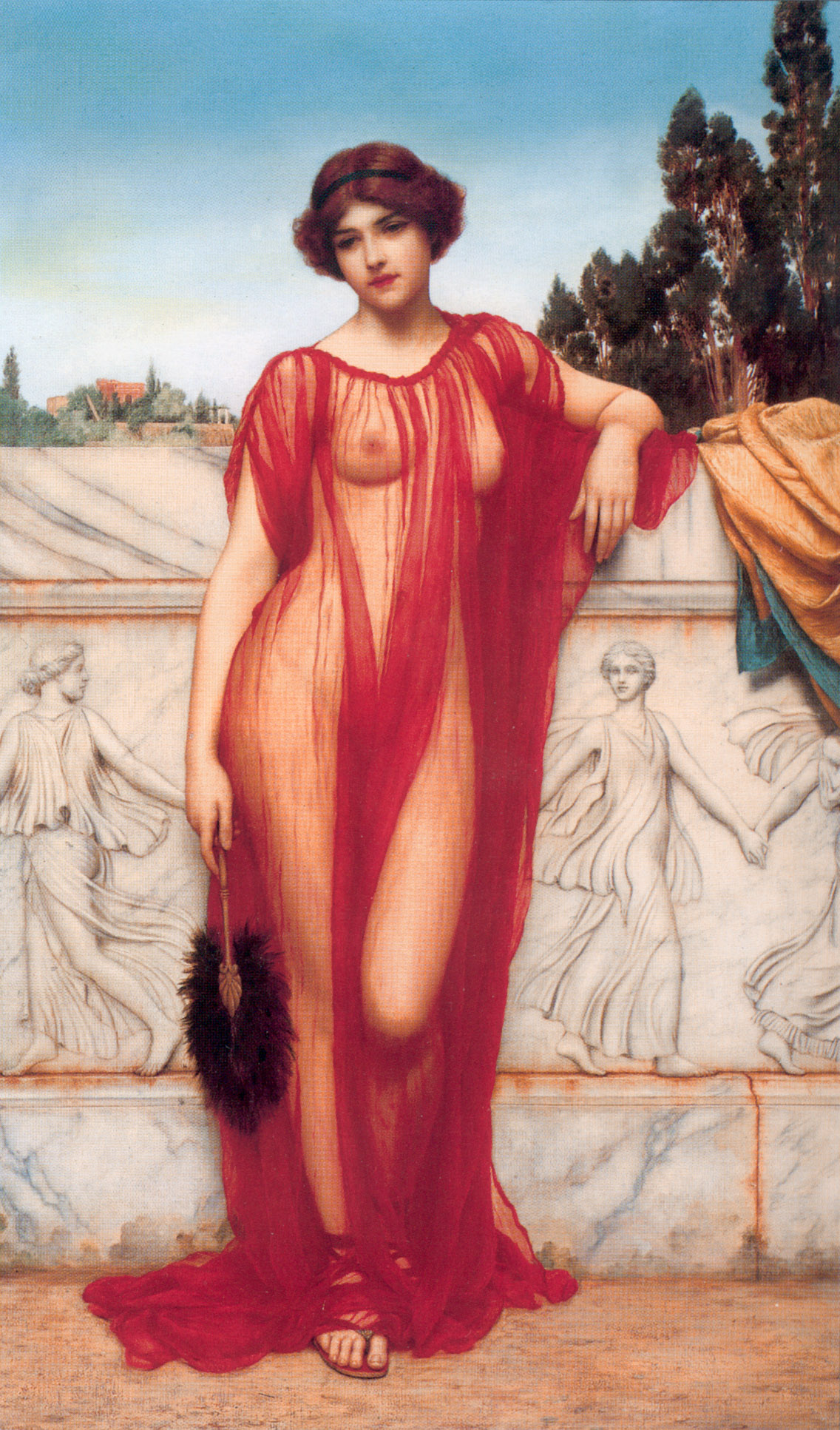
أثينا ، 1908
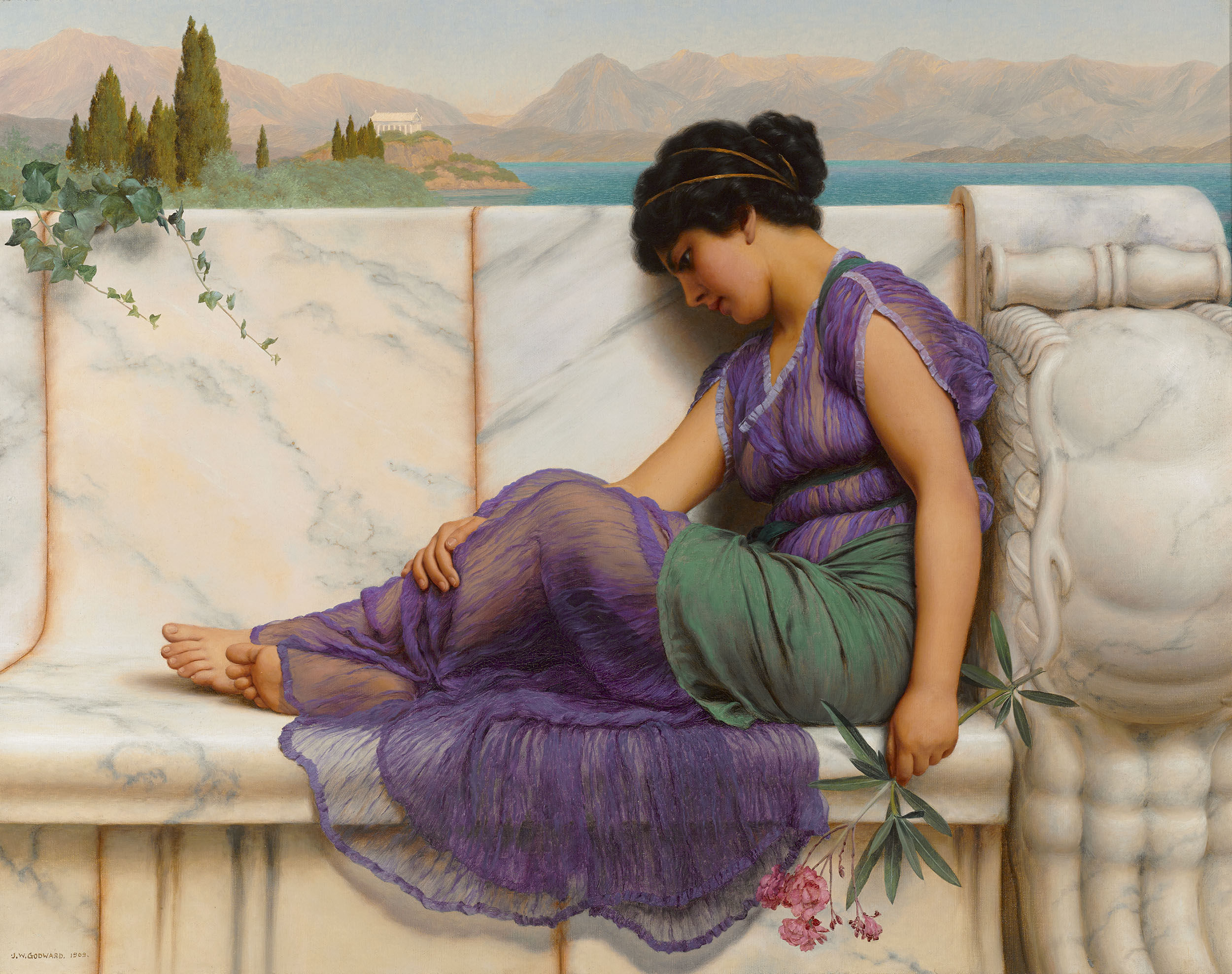
الكسل الصيفي: أحلام النهار ، 1909
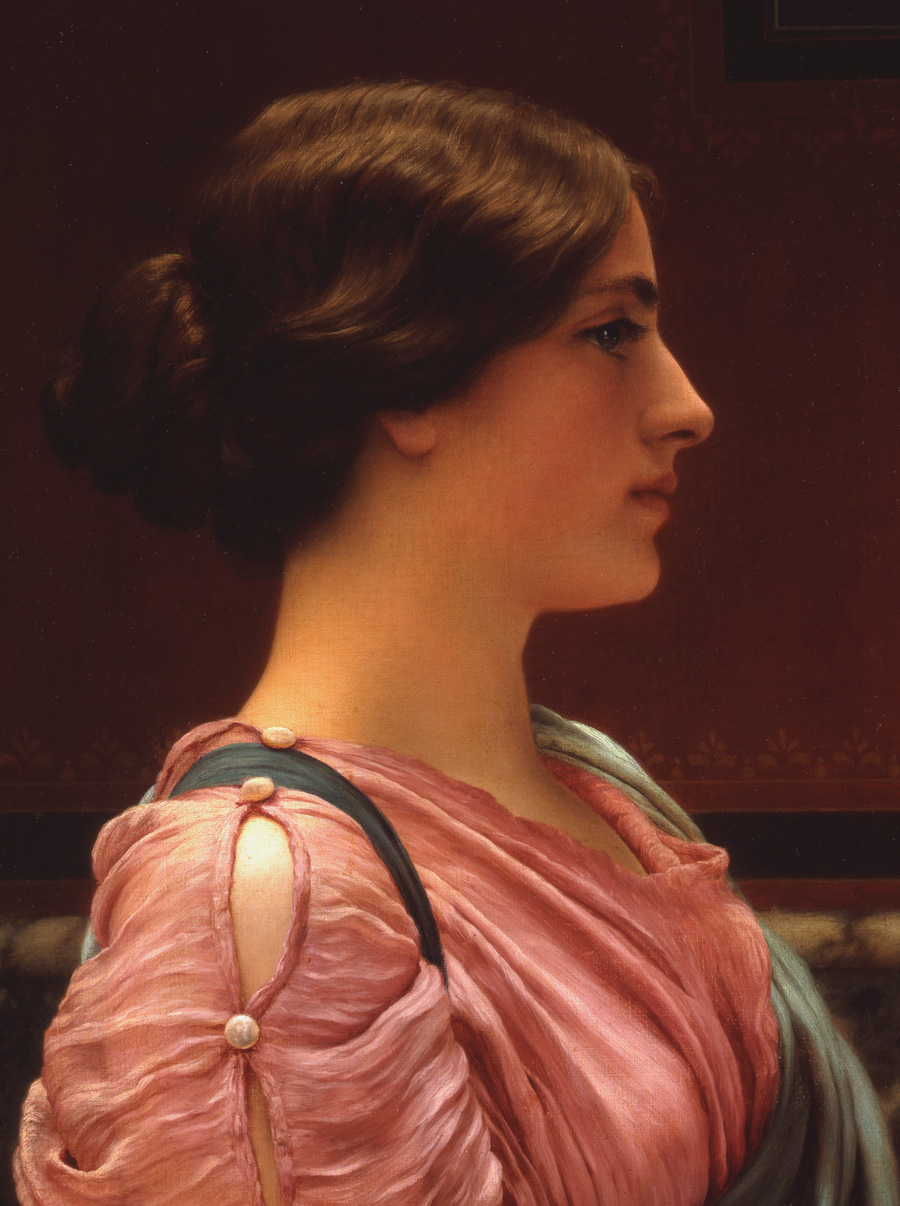
جمال كلاسيكي
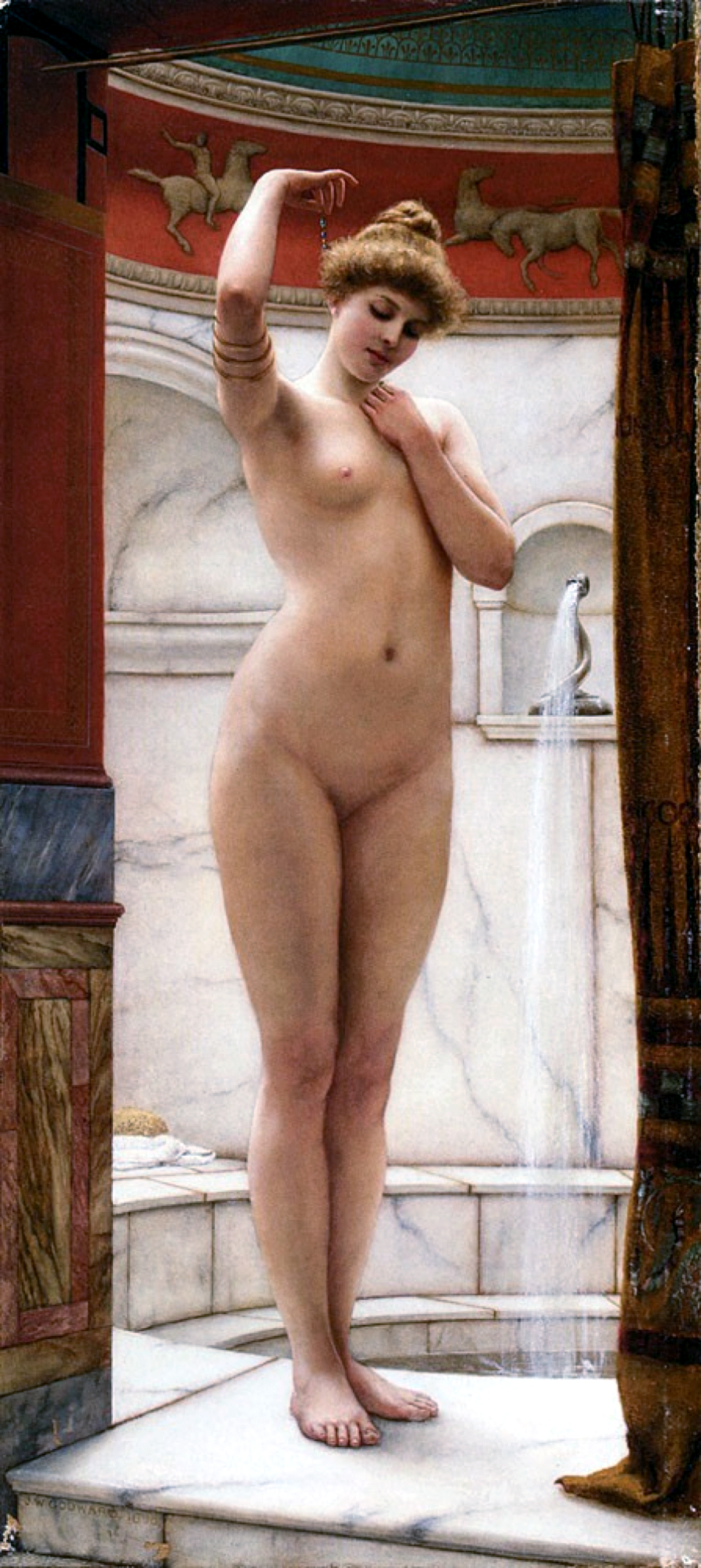
حمام بومبيان
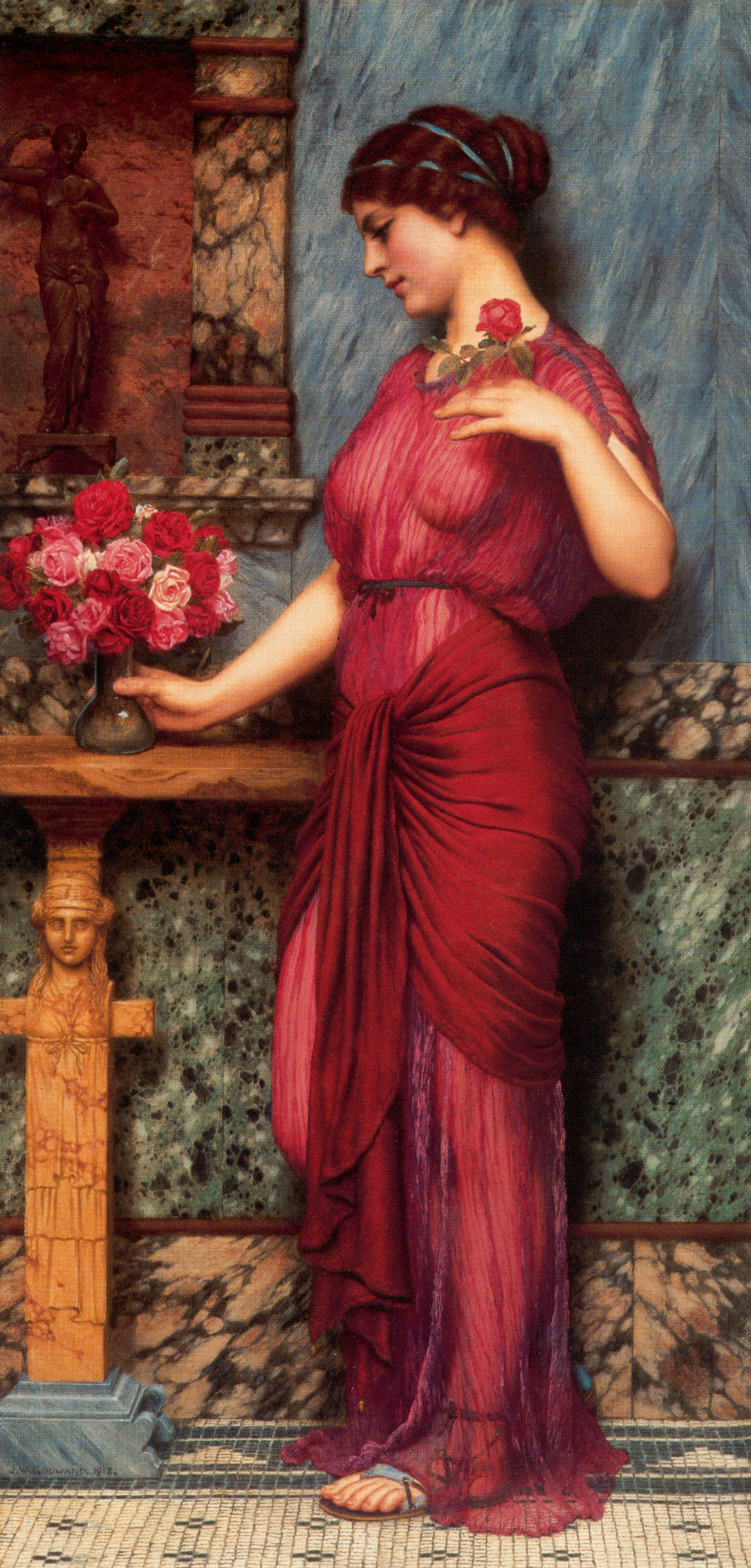
قربان فينوس ، 1912
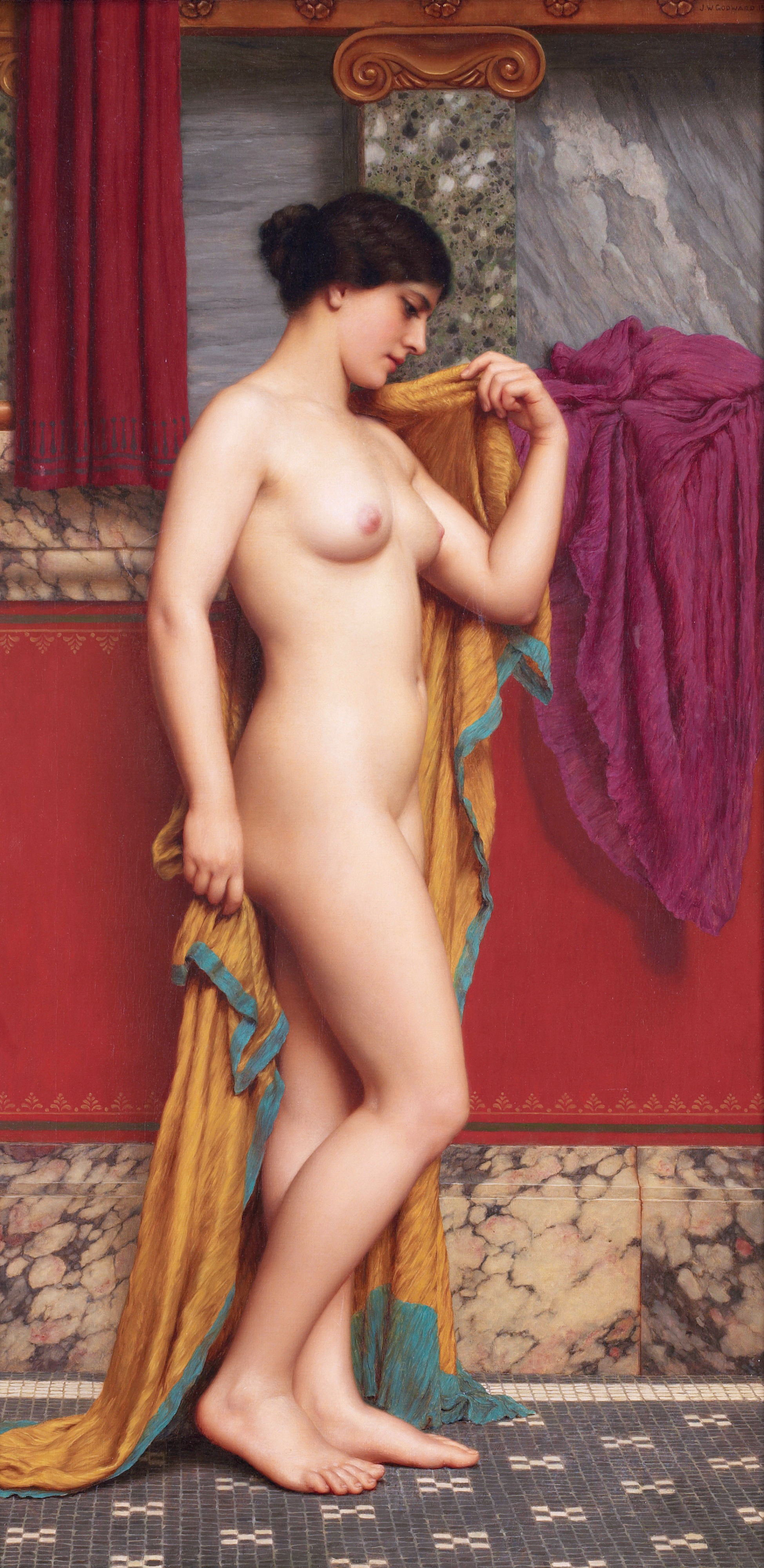
في تيبيداريوم، 1913
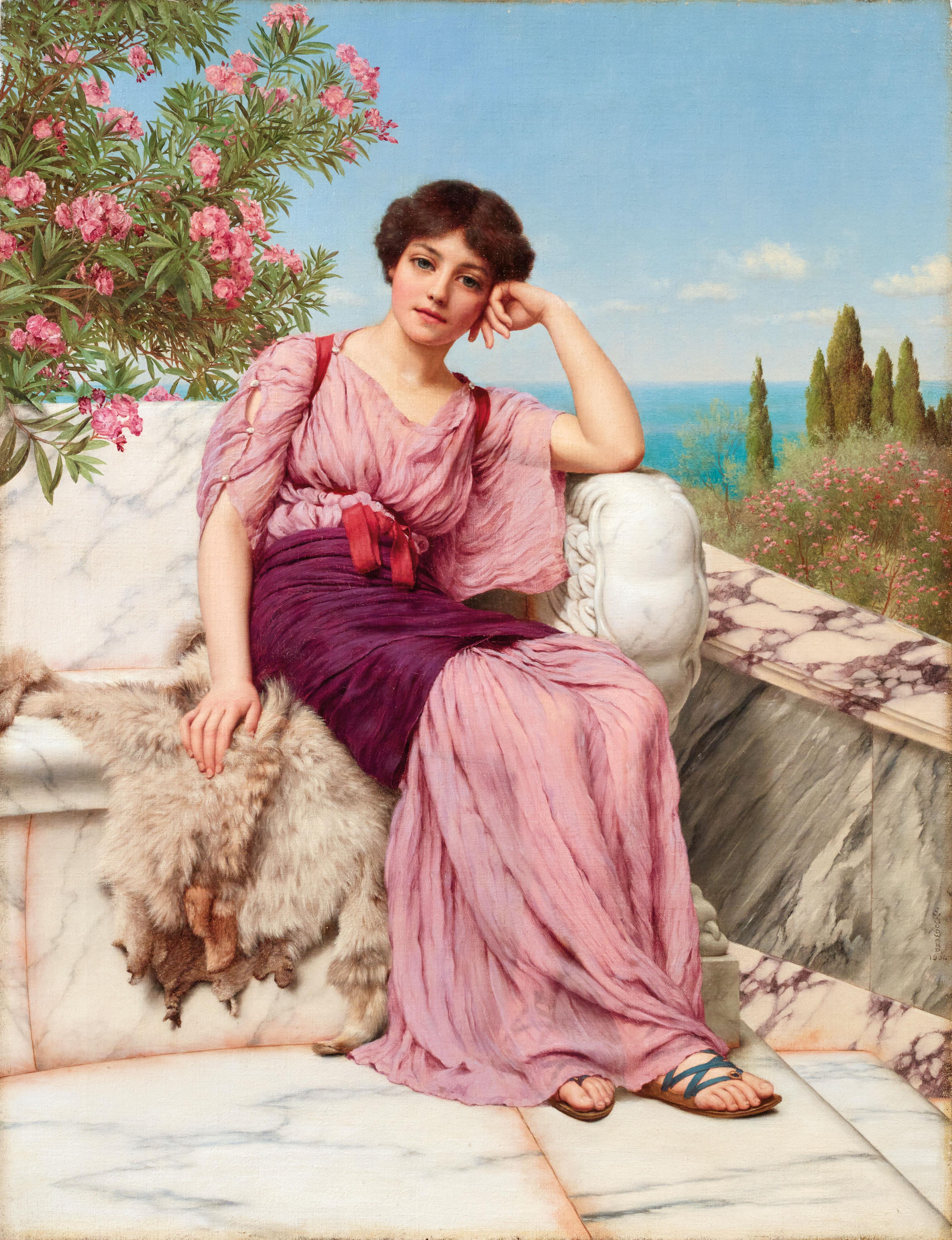
أحلام سعيدة ، 1904